# Eupithecia rivosulata
Eupithecia rivosulata là một loài bướm đêm trong họ Geometridae.